# Притравочні мисливські станції
Притравочні або дослідні мисливські станції — спеціальні стаціонарні місця для притравки й навчання мисливських собак. Як притравка використовуються дикі тварини, що містяться на цих станціях — вовки, лисиці, кабани, ведмеді, борсуки та ін.

## Етичні аспекти
На притравочних станціях грубо порушуються права диких тварин, які там містяться. Ці тварини відчувають до себе жорстоке ставлення. Собаки під час притравлювання їх калічать, рани тварин заліковують і потім знову випускають до собак.
Ось свідчення очевидців:
 Вчора абсолютно випадково натрапила на програму «У центрі уваги» на ТВЦ. Було розказано і показано відео про таке жахливе явище, як притравочні станції. Що це таке — для натаскування мисливських собак на звіра їх тренують на живих тренажерах (лисиці, вовки, ведмеді та інша дика звірина). Показали відео як зграя оскаженілих собак просто рвуть на шматки ведмедика. І так бідна тварина існує день у день. Годують тварин на таких станціях погано. Показане ведмежа виснажене, дистрофік, при нормальній вазі 150 кг для його віку, він важив 50. Утримувався на ланцюгу у собачій клітці. 
.
У книзі В. Леонтьєва «Мисливське собаківництво» даються такі рекомендації:
У лісі, на одній з чистих полян, поміщають вовка. Для того щоб він не втік, на нього надягають нашийник і прикріплюють ланцюг довжиною 1,5 м. Від місця напуску до вовка прокладають штучний вовчий слід. Для цього беруть мішок, що раніше перебував у клітці вовка. До нього змітають тирсу і солому, що служили підстилкою для вовка. Приготований таким чином мішок протягують за мотузку від місця напуску до місця прив'язі вовка. Доїжджаючий, діючи з помічниками, підводить і зупиняє зграю в ста кроках від місця напуску. Зробивши п'ятихвилинну витримку зграї, він знімає змички і, подавши команду «До мене!», веде зграю до місця напуску. Гончаки, напавши на слід, виходять до вовка, який, побачивши собак починає бовсатися, чим сильніше збуджує їх. Зграя, збуджена гоном по сліду, при виді звіра накидається на нього. Доїжджаючий, звертаючись в цей час до гончаків, заохочує їх, покрикуючи: «Добре, добре! Візьми, візьми!». Коли з вовком буде покінчено, гончаків беруть на змички, підгодовують і відводять. Через два дні, але обов'язково в іншому місці, проводиться повторне притравлювання до вовка, на яке раніше виявлені два-три найбільш злісні гончаки не беруться, а залишаються у вигулі, щоб дати можливість іншим, менш злісним гончакам, самостійно розправитися з вовком. На деяких притравочних станціях утримують навіть ведмедів. Звичайно, до смерті такого звіра зазвичай не загризають, але життя в таких умовах нестерпне, адже тварина систематично страждає від нападу собак з відповідними для неї наслідками 
.
Головна етична проблема, яка виникає з тваринами, що утримуються на притравочних станціях це жорстоке поводження з ними. Звичайно, в природі одні тварини нападають на інших, але жертва в будь-який час має шанс втекти. На притравочних станціях дикі тварини такого шансу позбавлені, адже вони знаходяться в огорожах, клітках, і часто стримуються мотузками. Крім того, в гонитві за прибутком, господарі притравочних станцій часто йдуть на перевищення навантажень, внаслідок чого звір гине.
Великі звірі — вовки, кабани, ведмеді, які можуть за себе постояти в природі, на притравочних станціях нерідко стриножені, їх лапи стримуються мотузками і ланцюгами, ікла видаляються. Тому притравочні станції не можуть сприйматися як аналогія взаємовідносин «хижак-жертва» в природі. По суті вони є штучним створенням людини, де дикі тварини, що знаходяться там, відчувають страшні фізичні муки саме з вини людини. Тому притравочні станції підпадають під поняття «забороненої жорстокості».

## Правові аспекти
Закон України «Про захист тварин від жорстокого поводження» (ст. 18) забороняє нацьковування одних тварин на інших, крім випадків використання мисливських собак на полюванні. Однак притравлювання мисливських собак на притравочних станціях до полювання не відноситься. Утримання в неволі в приватних умовах, у тому числі на притравочних станціях, вовка і ведмедя бурого, занесеного до Додатка 2 до Бернської конвенції, заборонено ст. 6 даної Конвенції.

## Закордонний досвід
У багатьох європейських країнах, під впливом захисників прав тварин вводяться різні обмеження на притравочні станції. Наприклад, у Польщі притравлювання норних собак дозволено лише безконтактне (тобто не з хваткою по звірові, а через перегородку).